# Podagrion echthrus
Podagrion echthrus är en stekelart som beskrevs av Crawford 1912. Podagrion echthrus ingår i släktet Podagrion och familjen gallglanssteklar. Inga underarter finns listade i Catalogue of Life.